# Distrikt Villa El Salvador
Der Distrikt Villa El Salvador ist einer der 43 Stadtbezirke der Region Lima Metropolitana in Peru. Der Distrikt hat eine Fläche von 35,46 km². Beim Zensus 2017 wurden 393.254 Einwohner gezählt. Im Jahr 1993 lag die Einwohnerzahl bei 254.641, im Jahr 2007 bei 381.790. Bürgermeister des Bezirks ist Kevin Yñigo Peralta (2019–2022).

## Geschichte
Im Jahr 1971 kam es zur Besetzung staatlicher Ländereien durch Familien aus den ländlichen Gegenden Perus. Nach gewaltsamen Auseinandersetzungen zwischen den Besetzern und der Polizei akzeptierte die Stadtverwaltung Limas die Besetzungen, es entstand die Villa El Salvador. Namensgebend war die örtliche katholische Pfarrkirche Cristo el Salvador.
Seit dem 1. Juni 1983 ist Villa El Salvador ein offizieller Bezirk von Lima.
Im Jahre 1987 erhielt Villa El Salvador für die Selbstverwaltung, die seine Bewohner mit ehrenamtlichem Engagement errichteten, den Preis für Eintracht der Prinz-von-Asturien-Stiftung. Ebenfalls 1987 erhielt Villa El Salvador die Auszeichnung der Vereinten Nation „Botschafterin des Friedens“ (Mensajera de La Paz).
María Elena Moyano Delgado war von 1985 bis zu ihrer Ermordung 1992 Bürgermeisterin von Villa El Salvador.

## Bürgermeister (alcaldes)
- 2015–2019: Guido Iñigo Peralta
- 2011–2014: Santiago Mozo Quispe
- 2003–2010: Jaime Zea Usca
- 1999–2002: Martín Pumar Vilchez

## Feiertag
- Das Fest Señor de los Milagros (Der Herr der Wunder) wird am 18. Oktober gefeiert.

## Sport
Die Fußballmannschaft von Villa El Salvador ist „Defensor Villa del Mar“, welche im örtlichen Stadion „Iván Elias Moreno“ spielt.

## Städtepartnerschaften
Seit dem 24. September 2006 ist Villa El Salvador Partnerstadt der deutschen Stadt Tübingen in Baden-Württemberg.